# Sanctuaire de Thinissut
Vous lisez un « bon article » labellisé en 2016.
Le sanctuaire de Thinissut est un site archéologique tunisien fouillé au début du XXe siècle et situé dans la localité actuelle de Bir Bouregba dans la région du cap Bon, à cinq kilomètres de la ville de Hammamet et à environ soixante kilomètres au sud-est de la capitale Tunis.
Le site fouillé, bien que daté principalement du début de l'époque impériale, est considéré comme caractéristique des lieux de culte puniques. Il témoigne d'une continuité dans les lieux de culte jusqu'à l'époque romaine y compris tardive et du mouvement de syncrétisme religieux alors à l'œuvre. Dédié à l'origine au culte de Ba'al Hammon et de sa parèdre Tanit, les divinités honorées par la suite sont Saturne, Cælestis mais aussi Cérès et d'autres divinités de la sphère hellénistique.
Le bâtiment dégagé alors est très complexe et utilisé sur une très longue période, de l'époque punique à l'Antiquité tardive. Ainsi, le site se présente comme un sanctuaire extra-urbain possédant une succession de cours et de portiques. Cette caractéristique complique l'interprétation du site et l'une des tâches les plus ardues est l'interprétation de l'histoire du site et de ses développements successifs. Le site a concouru également de façon non négligeable au débat sur les caractères originaux des lieux de culte d'Afrique du Nord et sémitiques.
Les fouilles ont permis de livrer de remarquables statues de terre cuite conservées au musée national du Bardo et au musée de Nabeul. Les pièces retrouvées en fragments épars ont pu, la plupart du temps, être restituées et témoignent de l'art des coroplathes. L'ensemble des terres cuites découvertes, par son ampleur, est sans équivalent au XXIe siècle dans la sphère phénico-punique.
Les fouilles ont été réalisées par des militaires au début du XXe siècle et le site ne semble plus être visible, comme le souligne dès 1960 le directeur des antiquités de Tunisie. Les détails notés lors des fouilles anciennes, fait très exceptionnel à l'époque, permettent cependant un réexamen du dossier à la lueur des analyses les plus récentes et de nouvelles pistes de recherches.

## Localisation

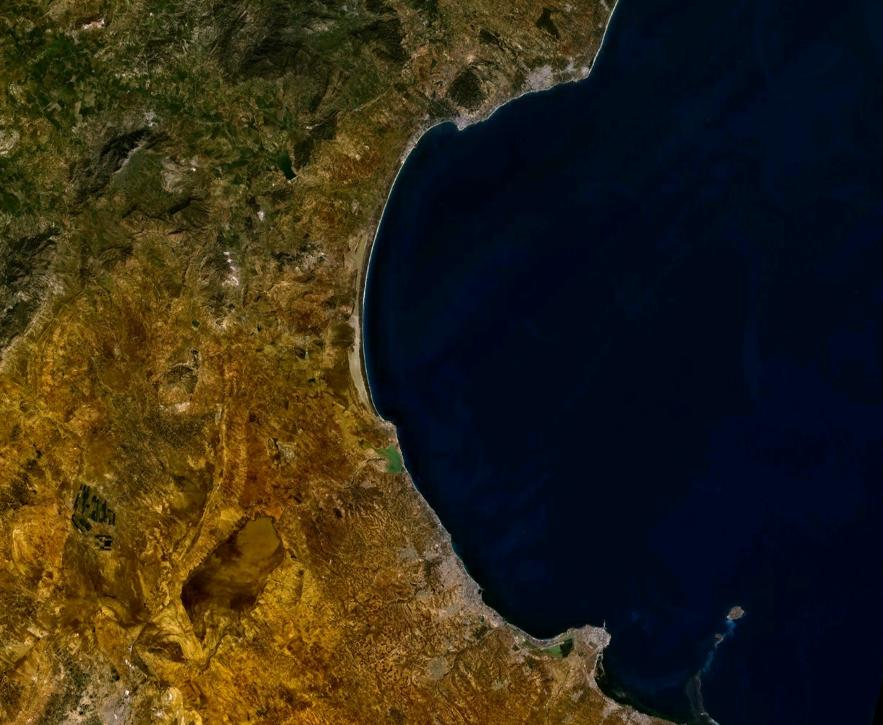
Image satellite du golfe d'Hammamet.

Le site est situé à environ soixante kilomètres au sud-est de la capitale, deux kilomètres au nord-est de Bir Bouregba et un kilomètre au nord-est de Siagu. Le site archéologique domine l'oued Faouara de vingt à trente mètres sur sa rive gauche, sur un mamelon.
Le site surplombe le golfe d'Hammamet, l'implantation d'un sanctuaire à cet endroit étant sans doute liée à ce caractère exceptionnel du paysage.

## Histoire

### Histoire ancienne
Le site de Bir Bouregba est occupé par la cité punique dénommée Tnsmt en langue phénicienne (Tanesmat), Thinissut en latin), fondée au Ve siècle av. J.-C. La cité était gouvernée par deux suffètes, disposition bien mise en évidence dans les institutions puniques dont celles de Carthage. La localisation précise de la cité fait encore débat, d'autant qu'existait, à moins de deux kilomètres, une autre cité antique dénommée Siagu. La présence romaine est attestée sur le site dès le début du Ier siècle mais la cité est une cité pérégrine et il est difficile d'en savoir davantage sur la vie municipale en l'absence de localisation précise.

Plan du sanctuaire.

Le sanctuaire de Thinissut est un sanctuaire extra-urbain, dédié à Ba'al Hammon et à Tanit,. Le type de sanctuaire extra-urbain marquait une frontière. Le site, bien que daté principalement du début de l'Empire romain, est considéré par Serge Lancel et Edward Lipinski comme l'« un des ensembles les plus représentatifs de la religion punique ».
Il a été utilisé durant une assez longue période, comme en témoigne la découverte de monnaies des IIe et IVe siècles, et agrandi puis transformé durant sa longue histoire.
Aucune trace d'un culte antérieur à celui à Ba'al et Tanit n'a été détectée lors des fouilles.
Le premier aménagement, une vaste cour munie de portiques et d'un édicule, est daté d'avant la chute de Carthage en 146 av. J.-C.. Au milieu du IIe siècle av. J.-C., un réaménagement dont le souvenir persiste du fait d'une belle inscription punique aboutit à une diminution de la surface de la cour et à la construction de deux édicules.
Le sanctuaire punique est réaménagé entre le Ier siècle av. J.-C. et le Ier siècle,, les structures sont agrandies et de nouvelles divinités sont intégrées au panthéon honoré localement. Les éléments du site sont réaménagés, en particulier deux édicules dont l'un est destiné à accueillir les statues et l'autre, le plus petit, devient un autel. L'ajout de deux salles permet d'isoler le cœur du sanctuaire punique, espace le plus sacré, qui contient alors les cellas de l'aménagement romain.

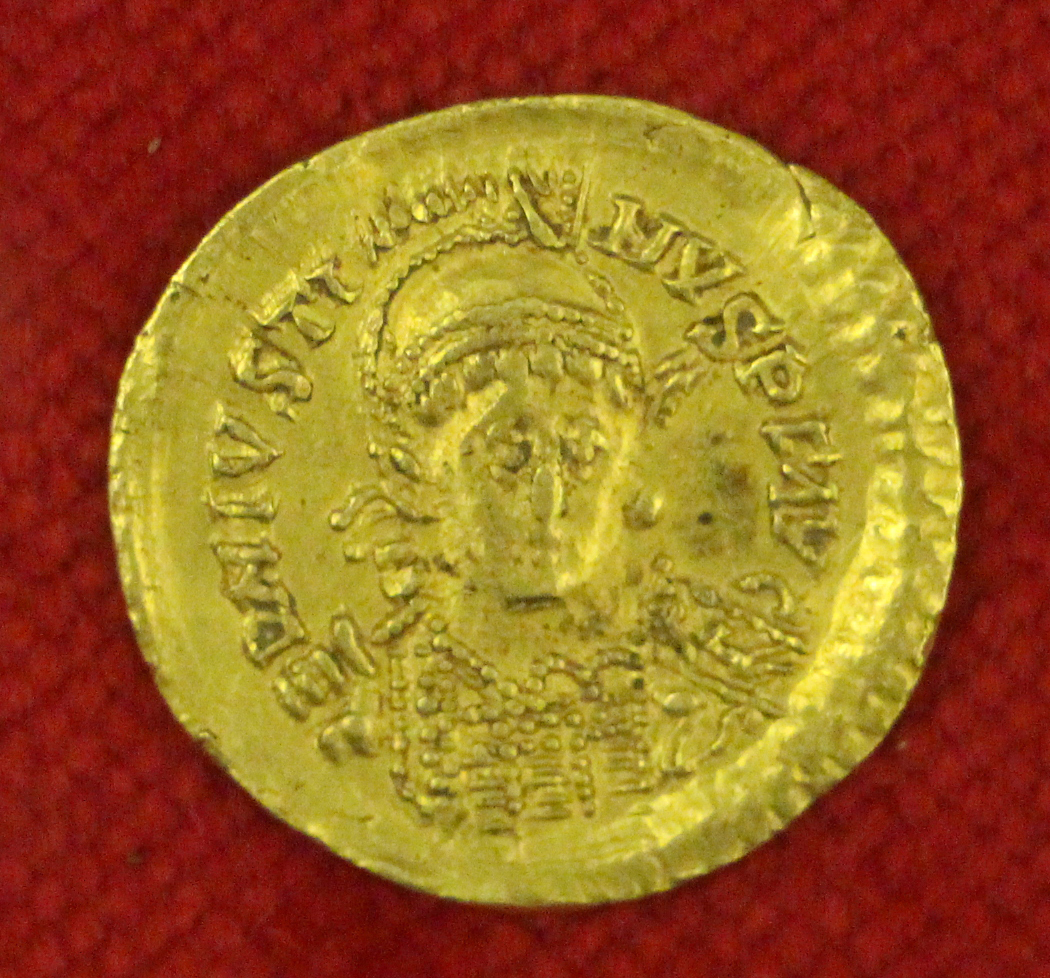
Solidus de Justinien (image d'illustration) dont la découverte lors des fouilles permet de définir une longue période d'utilisation du site.

Les fidèles offraient au sanctuaire des stèles, des autels ou des statues en fonction de leur statut social. La construction a été offerte par toute la communauté selon la dédicace néo-punique retrouvée. Le centre principal de la vie cultuelle était la cour désignée sous le no 4 par le fouilleur, partie la plus précoce du sanctuaire. Elle a également livré les statues les plus anciennes. Les spécialistes n'ont pu trancher la question d'un aménagement global en une seule phase, y compris de statues à l'époque punique au moment de l'aménagement de deux édicules, ou de manière progressive en fonction de la générosité des fidèles.
Une petite pièce (no 3) est ajoutée ultérieurement et, dans la dernière phase, une citerne est dédiée à Saturne sur le site au IIe siècle par L. Pompeius Honoratus, inscrit dans la tribu présente à Carthage,.
Le lieu de culte est utilisé jusqu'en pleine époque chrétienne car une monnaie de Justinien a été retrouvée à côté du cœur du sanctuaire, et des lampes à huile chrétiennes confirment cet usage tardif.

### Redécouverte et fouilles
Le site est fouillé par le capitaine Cassaigne au printemps 1908, après la découverte fortuite de lampes romaines et de céramiques laissant augurer un site antique dans une région montagneuse au nord-est de Bir Bouregba.
Les fouilles permettent alors de dégager une inscription néo-punique portant mention de l'institution des suffètes et d'éléments libyques. Trois inscriptions latines sont dégagées dont l'une datée du IIe siècle se rapporte à la dédicace d'une citerne à Saturne. Le capitaine Cassaigne note scrupuleusement dans son rapport la localisation des statues de terre cuite découvertes alors, contrairement à la pratique sommaire de bien des fouilles au début du XXe siècle.
Les items rejoignent le musée du Bardo l'année même de leur découverte. Ce musée accueille alors « treize statues en terre cuite des plus curieuses ». Alfred Merlin évoque quatorze statues dans son ouvrage de 1910. L'inscription punique, initialement placée au musée du Bardo, a rejoint par la suite le musée de Nabeul.
Aucun chercheur ne retourne sur le site par la suite, le directeur des antiquités de Tunisie affirmant dès 1960 que la recherche sur le terrain était vaine. Des recherches ont tenté de retrouver les vestiges du complexe cultuel et de la cité, mais aboutissent à un échec.

## Description du sanctuaire

### Espaces dégagés par le fouilleur

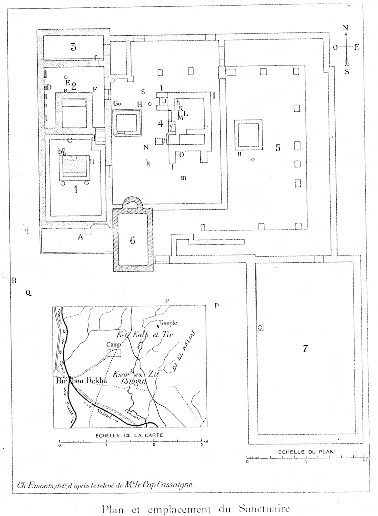
Plan ancien du sanctuaire, levé lors des fouilles du début du XXe siècle.

La connaissance du plan du sanctuaire est due aux notes prises par le capitaine Cassaigne. Le fouilleur a identifié sept espaces dans le dernier état du site et sa numérotation est utilisée pour des raisons de commodité car elle est reprise dans les travaux les plus récents et du fait de l'absence de nouvelles fouilles.
La première zone comportait trois salles en enfilade dont la première au sol en mosaïque blanche à motif d'écailles était précédée d'une terrasse comportant une statue léontocéphale sur un piédestal, d'autres statues fragmentaires étant dégagées dont une statue féminine debout sur un lion pourvue d'une inscription latine. Le décor de la salle a été daté de la fin du Ier siècle av. J.-C.. La seconde salle était pavée de béton de tuileaux et a livré en particulier deux sphinges. Les deux premières salles sont considérées par Alexandre Lézine comme la « dernière phase édilitaire de l'édifice ». La troisième est tardive selon Merlin, et a livré du matériel destiné à une pièce fermée, dont une lampe à deux becs et un élément de suspension, et des monnaies puniques.
L'espace no 4 du plan, le « noyau du sanctuaire », était une vaste cour pavée de tuileau et pourvue d'un portique peut-être voûté à l'époque romaine. Elle a livré un compartiment avec des vestiges de sacrifices dans son angle nord-ouest. Deux édicules à l'état de conservation inégal ont été signalés, le premier possédait des gradins, des lampes à huile romaines et des statues léontocéphales fragmentaires ayant été mises au jour à proximité. Le second, plus vaste, était divisé en deux espaces inégaux : le plus grand a livré notamment la statue de Ba'al Hammon sur son trône, une statue féminine coiffée d'un polos (en), un sphinx plus grand que les autres et une inscription portant le nom d'un certain L. Pompeius Honoratus. Le second espace de cet édicule était destiné selon Hédi Dridi et Meriem Sebaï aux statuettes et objets du culte. À l'extérieur, des murets ont été ajoutés tardivement, où ont été trouvés entre autres objets une statue féminine allaitant. Cette statue a été datée par Lorenza Bullo de la fin du IIIe siècle av. J.-C. Des lampes à huile romaines ont été découvertes à proximité, ce qui autorise un usage cultuel durant la période romaine. Une Athéna debout très fragmentaire a été retrouvée sur un piédestal. Une importante inscription punique a également été retrouvée ici. Une statue féminine assise fragmentaire a été retrouvée au sud de cet édicule. La même cour a livré des restes d'au moins deux autres statues féminines léontocéphales. Le sacrifice et les rites associés se déroulaient dans cet espace, avec le sacrifice stricto sensu, la déposition des ossements des animaux sacrifiés, de lampes sur l'autel et un usage de l'eau de la citerne située à proximité.
Une citerne plus tardive selon Merlin était située au sud de cette grande cour (no 6 du plan du fouilleur). Dans le dégagement de la voûte effondrée, le fouilleur a retrouvé des céramiques romaines, des lampes à huile à motif chrétien et des fragments d'inscriptions. L'appareil de construction de grande qualité est un signe d'une construction tardive selon Dridi et Sebaï.
La cour no 5 était également munie de portiques mais les vestiges sont moins impressionnants : un édicule en ruines en occupait le milieu, la galerie du portique était large d'environ deux mètres et les piliers étaient placés à trois mètres les uns des autres. L'espace devait initialement être réuni avec celui de la cour no 4. Le couloir d'entrée situé dans sa partie méridionale a livré des stèles votives. Le matériel dégagé était peu abondant, cependant une monnaie datée du règne de Justinien peut donner des éléments de datation. Aucune statue n'y a été retrouvée. L'espace sert de lieu d'entreposage de stèles à l'époque romaine.
L'enclos no 7 de quatorze mètres sur 8,20 mètres environ a livré le socle d'une statue placée à l'air libre et une trentaine de stèles votives aux inscriptions puniques, néo-puniques et latines datées par les spécialistes de paléographie entre le Ier siècle av. J.-C. et le Ier siècle ap. J.-C.. Cet espace fut adjoint au complexe cultuel au plus tard à la fin du Ier siècle av. J.-C.. Lipinski et Lancel considèrent cet espace comme un « champ d'urnes sacrificielles », tout comme Cecilia Rossignoli qui considère que cet espace est destiné à enfouir les vestiges des sacrifices. Cette thèse est réfutée par Dridi et Sebaï qui le considèrent comme une favissa ou comme une salle consacrée à un culte ; une base de statue y a en effet été retrouvée.
Divers objets, parmi lesquels des fragments de stèles et de céramiques, ont été retrouvés à l'extérieur du sanctuaire stricto sensu. Un dépôt d'urnes sacrificielles était localisé le long de la salle no 1 ; ces urnes, alignées, contenaient les cendres de petits animaux.

### Confusion liée à une longue utilisation
L'aspect confus du plan du sanctuaire est lié aux changements qui lui furent apportés pendant son histoire, « sur plusieurs siècles ».

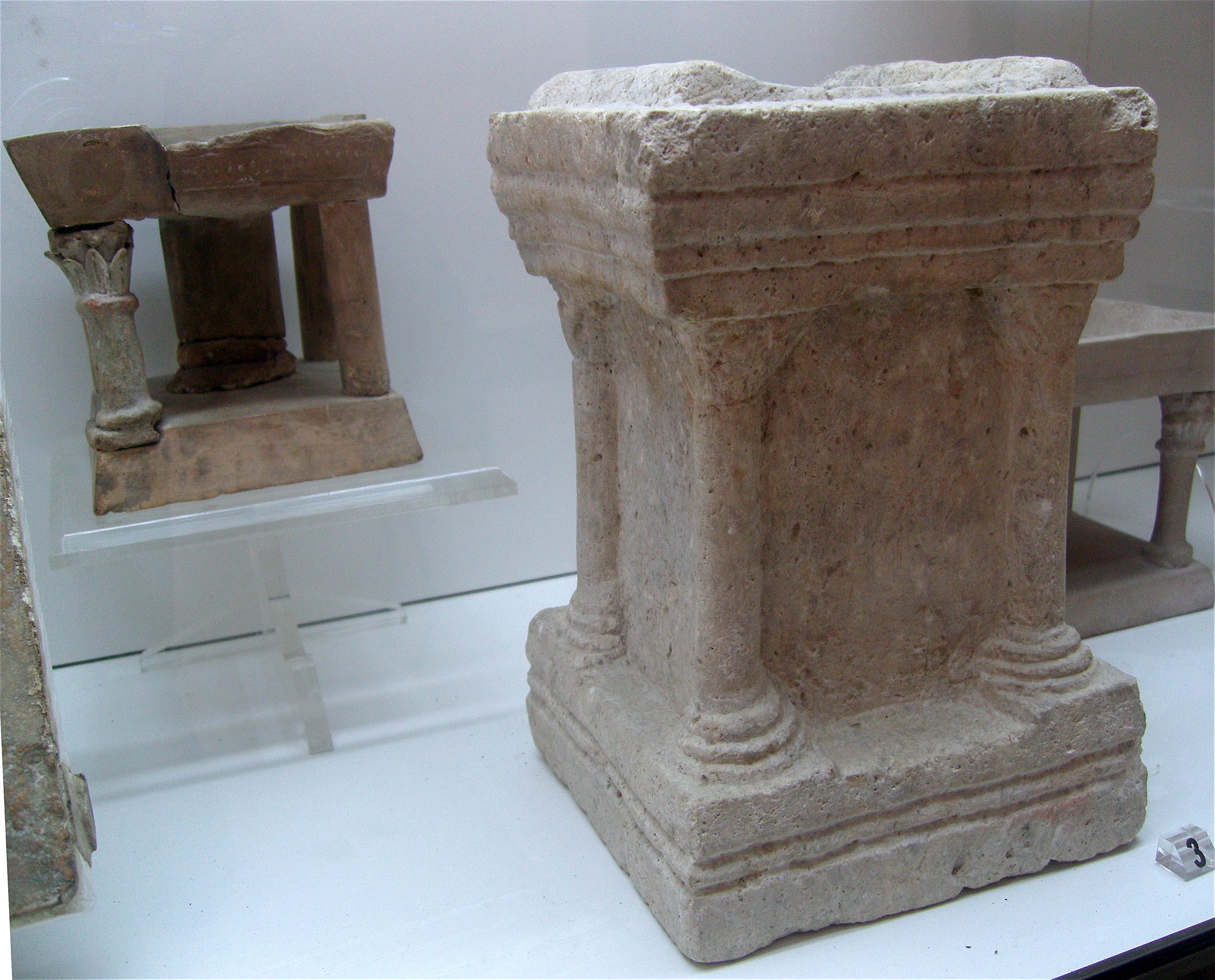
Autels votifs découverts à Thinissut et conservés au musée de Nabeul.

Le sanctuaire était composé d'une succession de cours avec un sanctuaire principal composé de deux chapelles au milieu de la cour la plus vaste. À l'ouest du sanctuaire principal, trois cours se succédaient. L'est du sanctuaire principal comportait une cour avec portiques. Le sud-est était occupé par une cour fermée qui faisait office de champ d'urnes.
L'inscription punique nous apprend que la construction initiale comprend deux chapelles dédiées à Ba'al et Tanit munies des éléments nécessaires à la liturgie, des vases de bronze et d'un revêtement externe. Ces constructions initiales étaient les deux édicules de la cour no 4, le revêtement ayant pu être reconnu par le fouilleur. Les édicules ont été modifiés ultérieurement. Les banquettes servaient à entreposer les objets de culte. Merlin propose une évolution du sanctuaire en contradiction avec les éléments archéologiques. Lézine propose par la suite de revoir cette évolution et considère que la cour à portiques primitive a été réduite par la suite et a connu des ajouts. Rossignoli propose en 1998 un sanctuaire originel une cour à trois portiques, avec les deux chapelles au fond, et un accès par le sud ; l'inscription rappelle les constructions des chapelles qui lui sont postérieures selon elle. Cette configuration est reprise en partie par Dridi et Sebaï, même s'ils émettent des critiques sur des éléments de l'analyse de l'auteur, en particulier la rénovation ultérieure des chapelles, ces éléments étant construits comme le souligne le texte conservé.
Selon Dridi et Sebaï, le premier sanctuaire était composé d'une cour à portiques réunissant les no 4 et no 5 du fouilleur, avec un édicule contenant les statues de culte. L'inscription rappellerait le déplacement des statues vers deux édicules de meilleure facture. Le vaste édifice punique originel aurait été remplacé par un sanctuaire de moindre surface avec de nouvelles chapelles. La partie abandonnée aurait servi de remise, comme le souligne la présence de stèles.
Le fonctionnement interne du sanctuaire à l'époque romaine est moins aisé à appréhender, avec un redéploiement et une complexification des cultes. La construction des espaces no 1 à no 3 est difficile à dater. Cependant, la présence de tubes de voûtes utilisés à partir du début du IIIe siècle invite à dater des travaux d'envergure à cette période. Dridi et Sebaï évoquent le Ier siècle pour la construction de l'espace no 1.

## Découvertes artistiques
Des fouilles archéologiques du sanctuaire rural ont livré de nombreux vestiges archéologiques, d'une « richesse et [d'une] variété extraordinaire ». Les éléments de terre cuite constituent « la trouvaille la plus inattendue et la plus remarquable ».

### Statues de terre cuite
Les découvertes les plus impressionnantes du site sont sans nul doute les statues de terre cuite, par leur nombre et leur taille, certaines atteignant 1,40 mètre. Cependant, de nombreux fragments n'ont pu être utilisés lors des opérations de restauration donc le nombre total de statues exposées devait être très important.

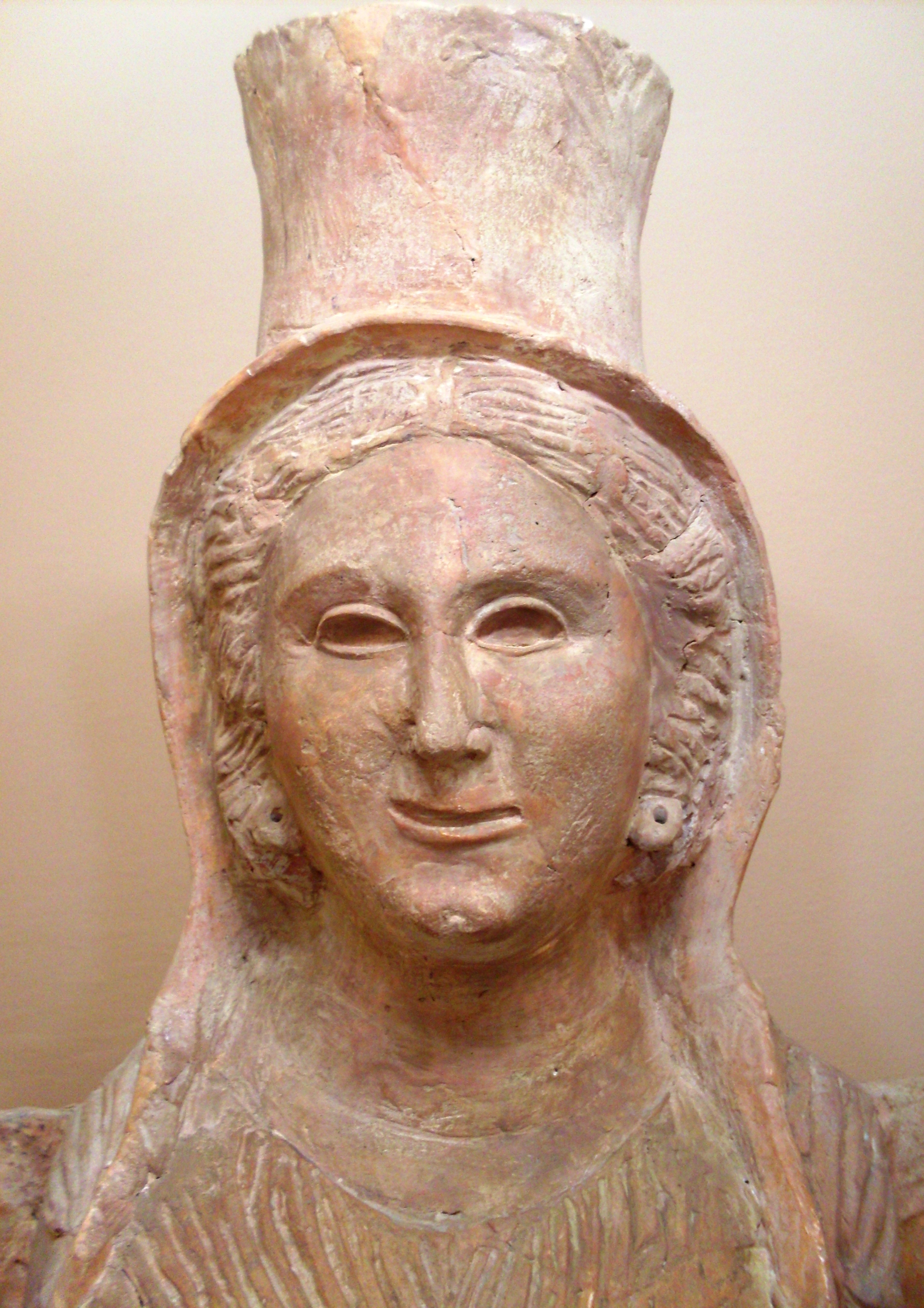
Statue féminine au polos

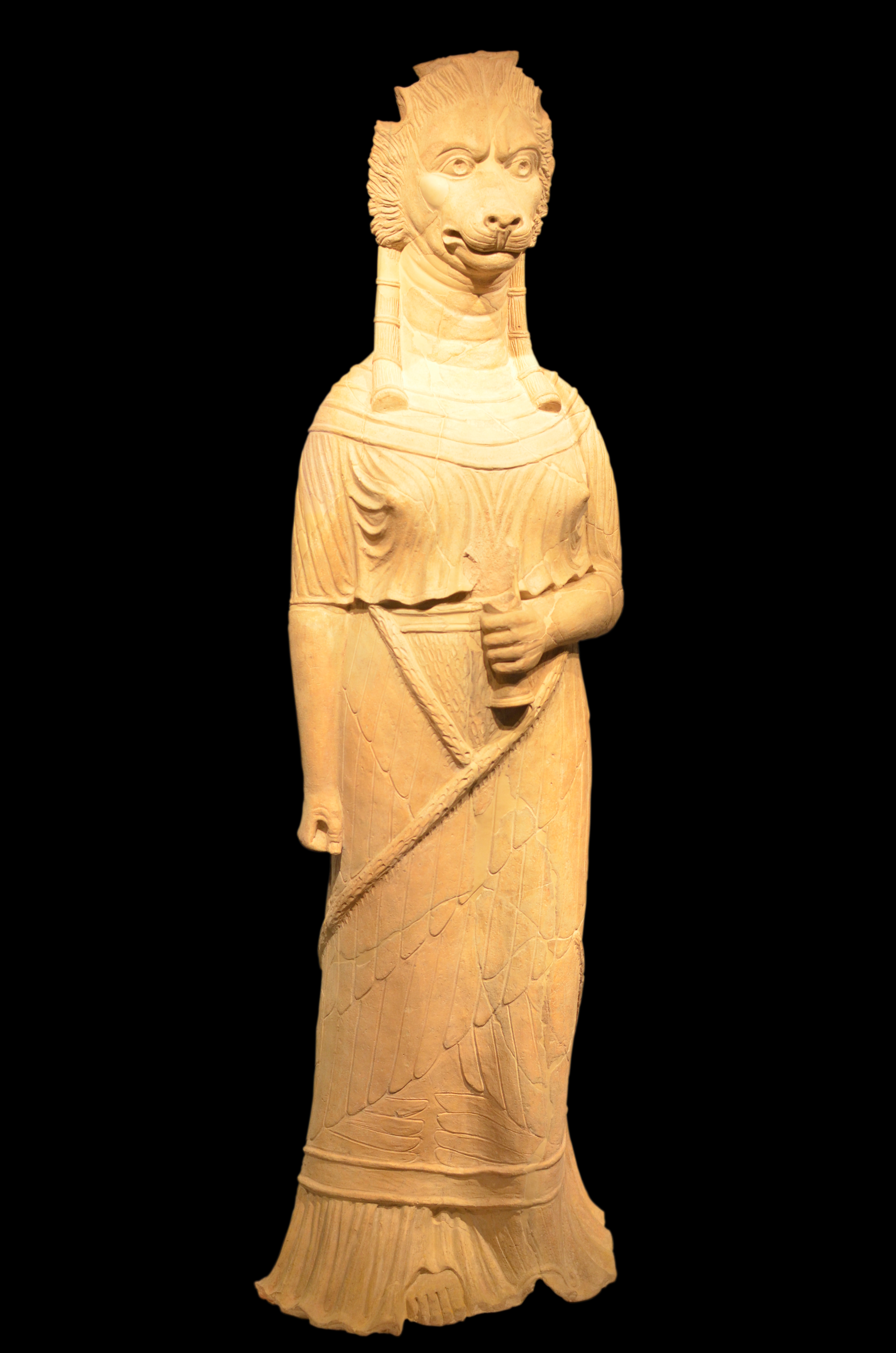
Déesse léontocéphale,.

Entre autres éléments dégagés, une statue de Baal assis entre deux sphinges ailés a été découverte dans la grande chapelle du sanctuaire central. Le dieu est coiffé d'une tiare composée de végétaux et de plumes, sa longue tunique étant de tradition orientale. L'œuvre est datée au plus tard du IIe siècle mais reste conforme en certains points avec la tradition iconographique punique selon Azedine Beschaouch, en particulier une représentation de la même divinité sur une stèle du tophet de Sousse. Cette stèle de Sousse découverte lors des fouilles de Pierre Cintas est signalée comme probablement disparue par Lancel. Même si tardive, l'œuvre pourrait se référer à un archétype présent dès le VIIe siècle av. J.-C. dans la glyptique et l'orfèvrerie.
Les fouilles ont également permis de dégager une statue de Cérès ou Cælestis coiffée d'un polos (en).
Les statues léontocéphales identifiées comme une représentation d'Africa, Genius Terræ Africæ, sont particulièrement importantes. Une salle a livré au moins quatre statues léontocéphales identiques.
Le costume de ces statues est composé d'oiseaux et la représentation s'inspire selon Lancel et Lipinski de l'iconographie de la déesse égyptienne Sekhmet ; elles sont aussi identifiées à la déesse Tanit,. Hédi Slim considère que la représentation du costume se rapproche des sarcophages féminins dégagés lors des fouilles de la nécropole dite de Sainte-Monique sur le site archéologique de Carthage. Les statues étaient placées à l'entrée du temple, pour en être les gardiennes effrayantes, quoique pourvues d'une apparence humaine. À la base de leur cou se trouvait un disque. Rossignoli propose en 1998 une fonction apotropaïque pour cette représentation, Dridi et Sebaï voient pour leur part une fonction de sentinelle. Pour M'hamed Hassine Fantar, la déesse a une mission de « protectrice de l'enceinte sacrée du temple et de l'expression cultuelle ».
Les statues féminines représentent peut-être « l'omnipotente Tanit ». Les formes de représentation de la déesse témoignent d'influences diverses : le type léontocéphal traduit le substrat culturel africain, la pose sur un lion est une influence orientale car c'est l'animal sacré de la déesse Astarté, l'influence grecque se reflète dans la représentation d'une mère avec son enfant. Cette très belle Déméter allaitant Démophon est un symbole d'une « maternité d'une infinie douceur » ; cette statue est datée du IIIe siècle av. J.-C.. Cette représentation de déesse courotrophe, « déesse-mère qui tend le sein à un nourrisson [...] [est] une des plus belles images de cette série » selon Fantar.
Une Athéna Niké casquée avec le bouclier de Méduse a également été dégagée. La statue d'Athéna debout portant une tête de Méduse sur le torse répondait à la même fonction protectrice que les déesses léontocéphales.
Une statue qui représente une déesse vêtue d'un péplos, d'une tunique et d'une coiffe, doit peut-être être identifiée à une Déméter.
Les fouilles ont aussi permis de retrouver une Sphinge aux seins proéminents en plusieurs exemplaires et de tailles différentes. Cette représentation, outre la fonction de gardienne, est aussi là pour témoigner de la fécondité.
Ces statues sont exposées au musée national du Bardo et au musée de Nabeul.

Statues de terre cuite découvertes à Thinissut
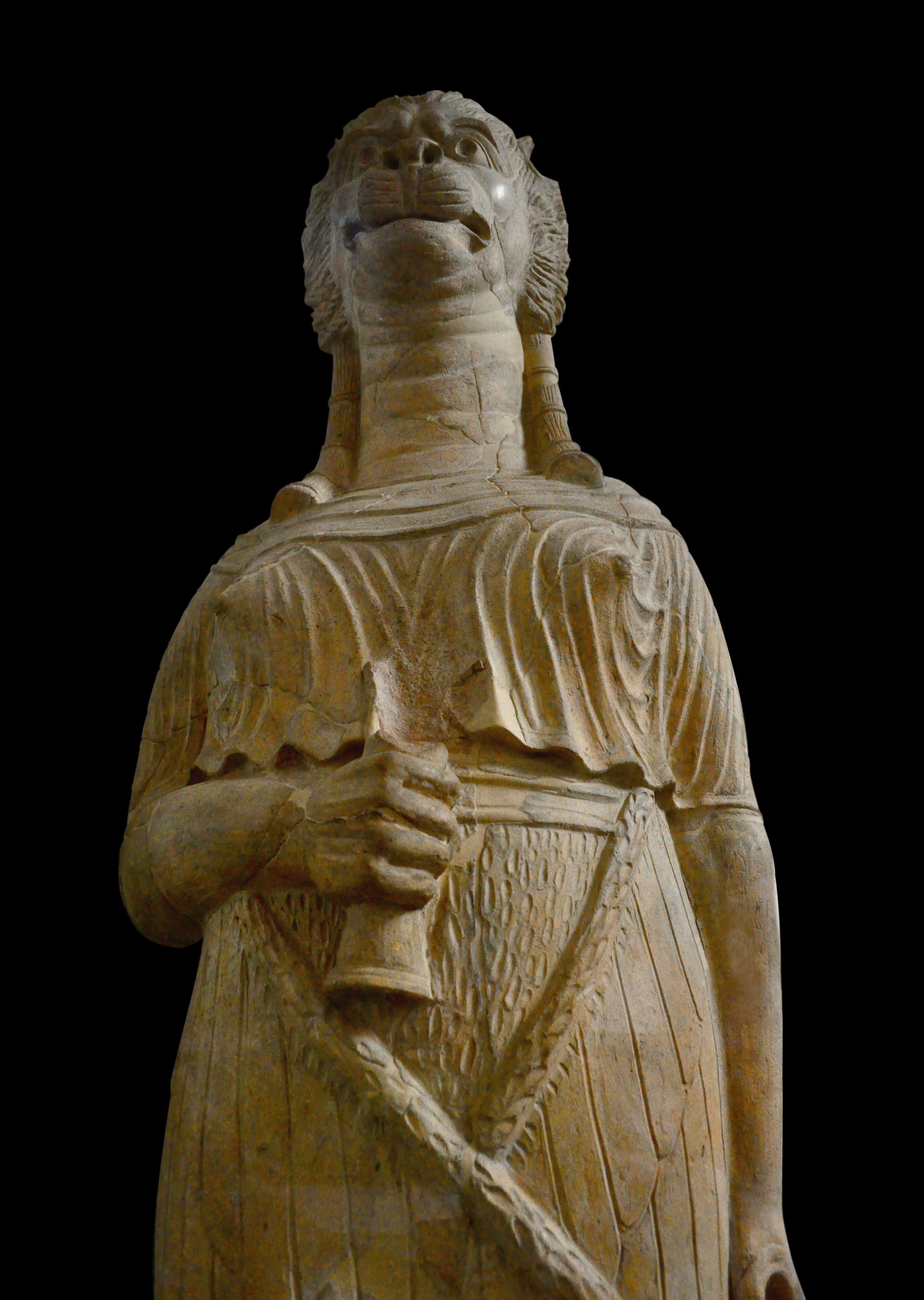
Déesse léontocéphale
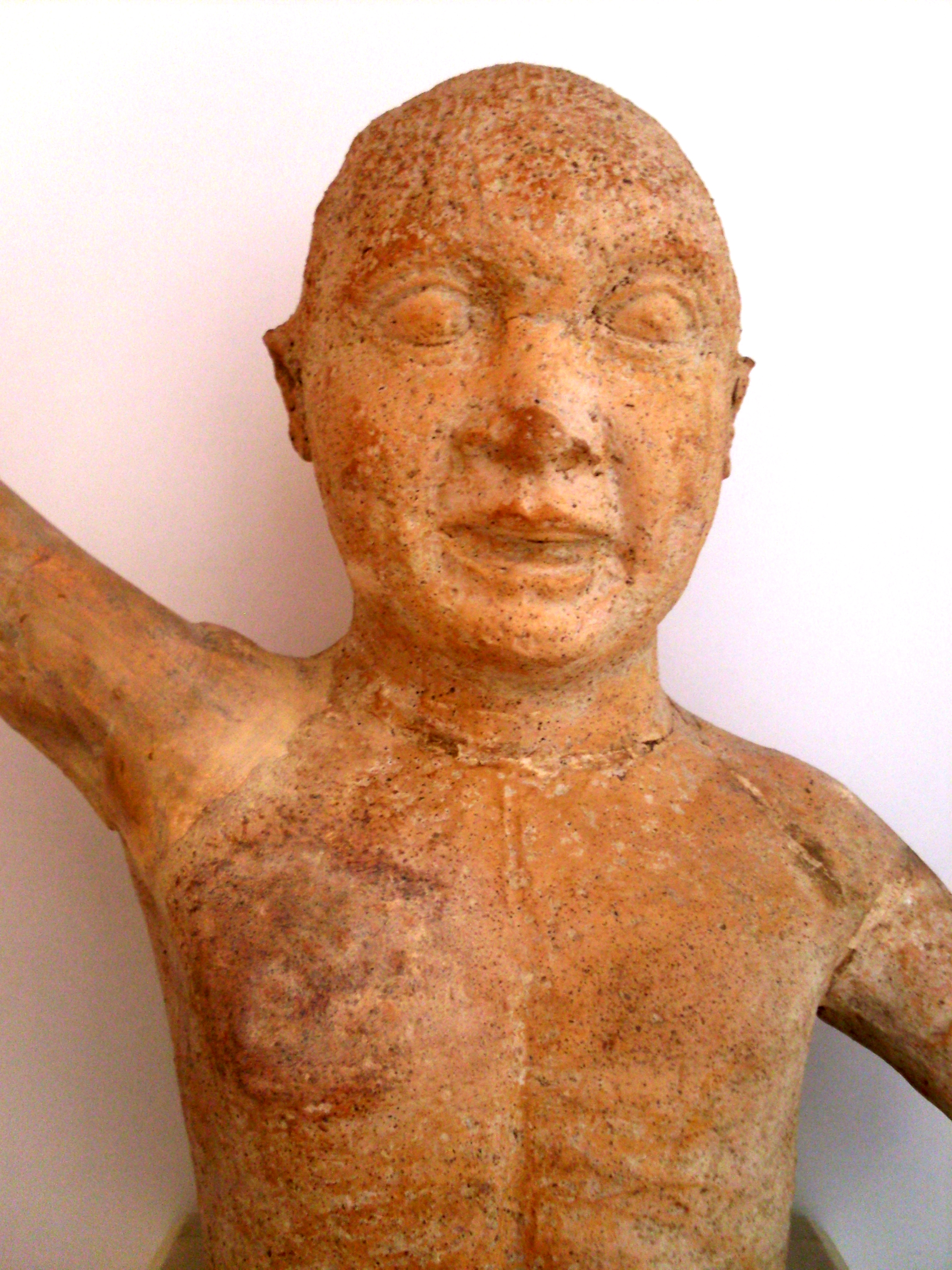
Statuette fragmentaire
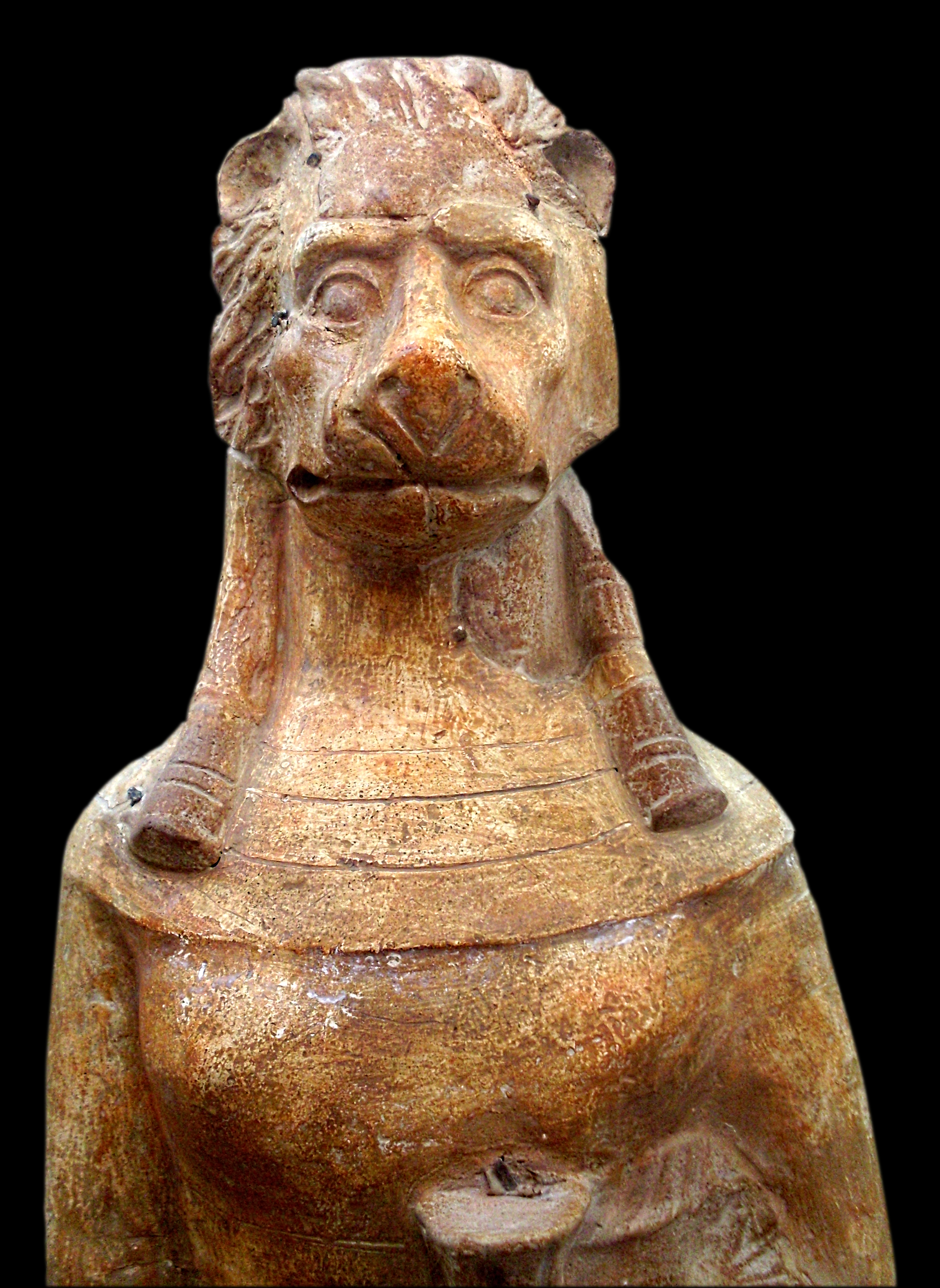
Déesse léontocéphale
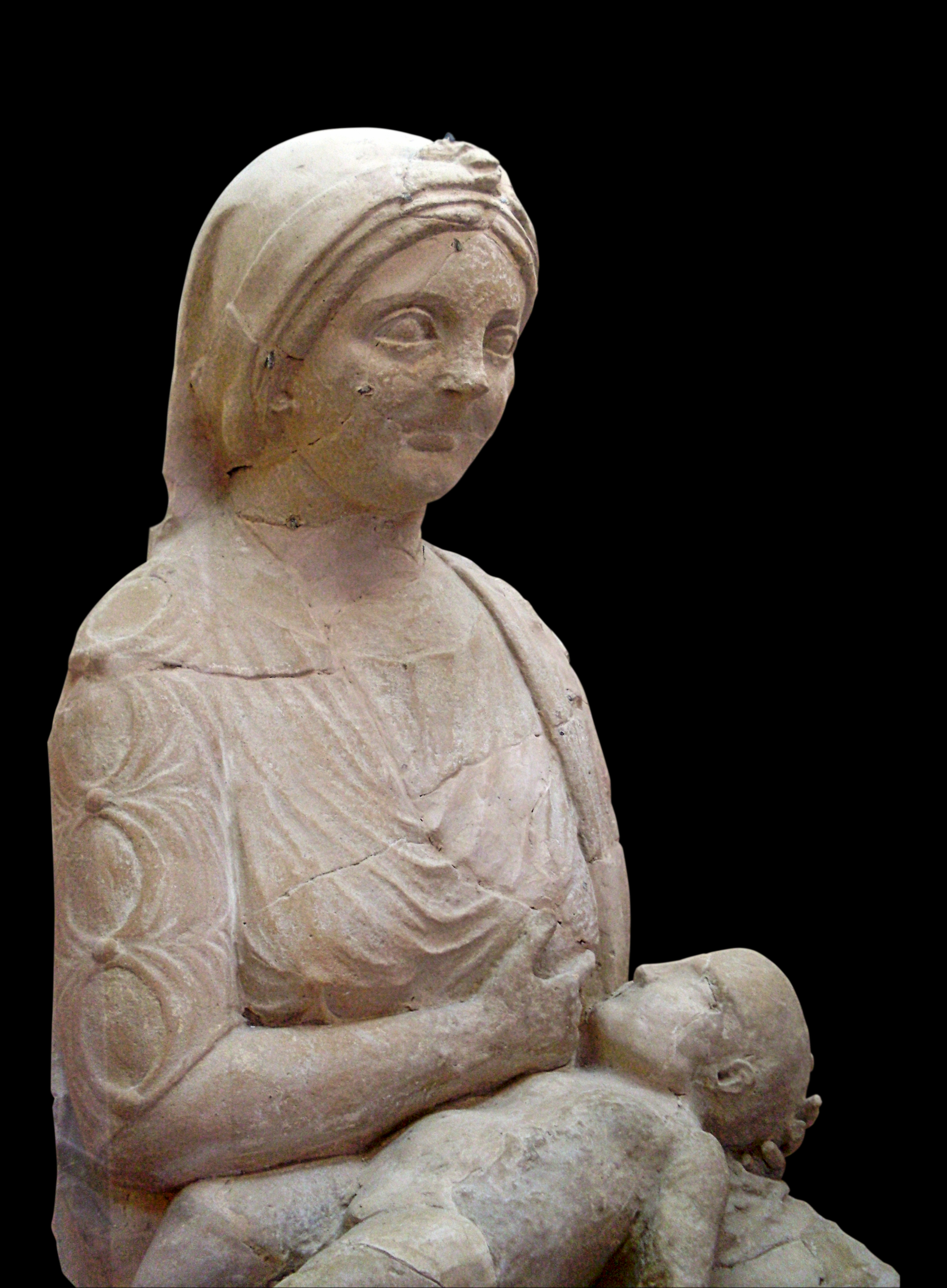
Déméter allaitant Démophon, 118 × 55 × 51 cm
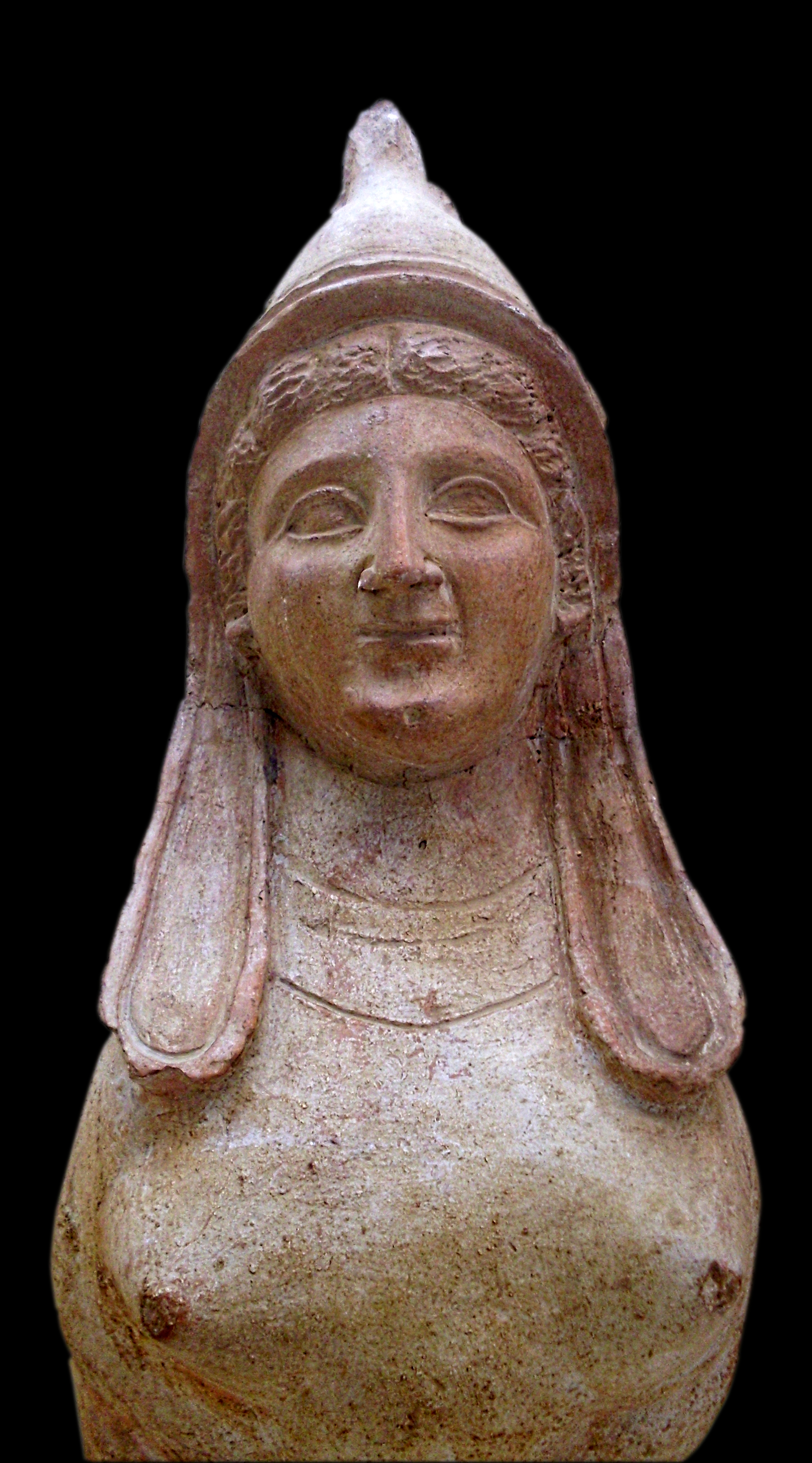
Sphinge aux seins proéminents

### Autres découvertes

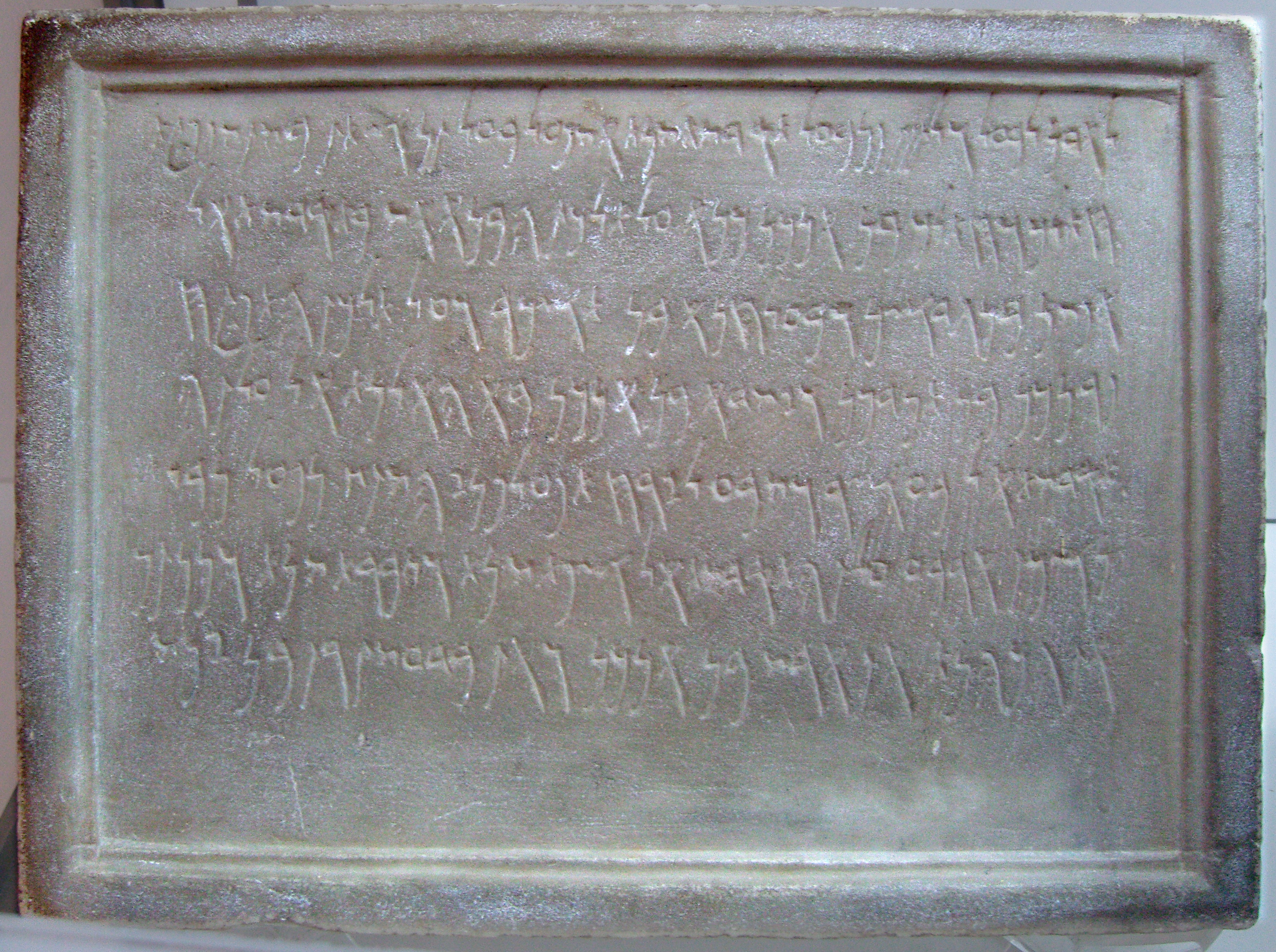
Dédicace à Ba'al Hammon et Tanit de la fin du ou du Ier siècle ap. J.-C., inscription punique trouvée en 1908 et conservée au musée de Nabeul, 0.21 m x 0.30 m,

Le site a livré des découvertes épigraphiques importantes mais difficiles à interpréter.
Une stèle néopunique sculptée dans un marbre gris-blanc local est exposée au musée de Nabeul. Cette inscription dédicatoire de sept lignes est très importante pour la compréhension du site. Elle a été retrouvée intacte dans la cour no 4.
Merlin propose de dater l'inscription l'inscription du milieu du IIe siècle av. J.-C., datation reprise par Slim, Dridi et Sebaï. Le texte de l'inscription, comportant des caractères puniques et néo-puniques comme sur certaines stèles du tophet de Carthage, rappelle l'érection de sanctuaires à Ba'al Hammon et Tanit, des noms libyques permettant d'évoquer la présence du substrat libyen dans la société. L'inscription mentionne les magistrats mais aussi ceux qui se sont chargés de la construction et de la décoration du sanctuaire,.
Trois inscriptions latines ont été dégagées au cours des fouilles, mais seule la dédicace de la citerne datée du IIe siècle évoque explicitement le culte de Saturne, héritier de Ba'al Hammon, : « À Saturne Auguste consécration : Lucius Pompeius Honoratus de la tribu Arnensis, a fait construire, à ses frais et à titre d'une munificence, une citerne qu'il a d'autre part dédiée ». Cette dernière inscription a été offerte par des commerçants italiens installés là et désireux de s'attirer les faveurs des divinités honorées localement.

## Interprétation

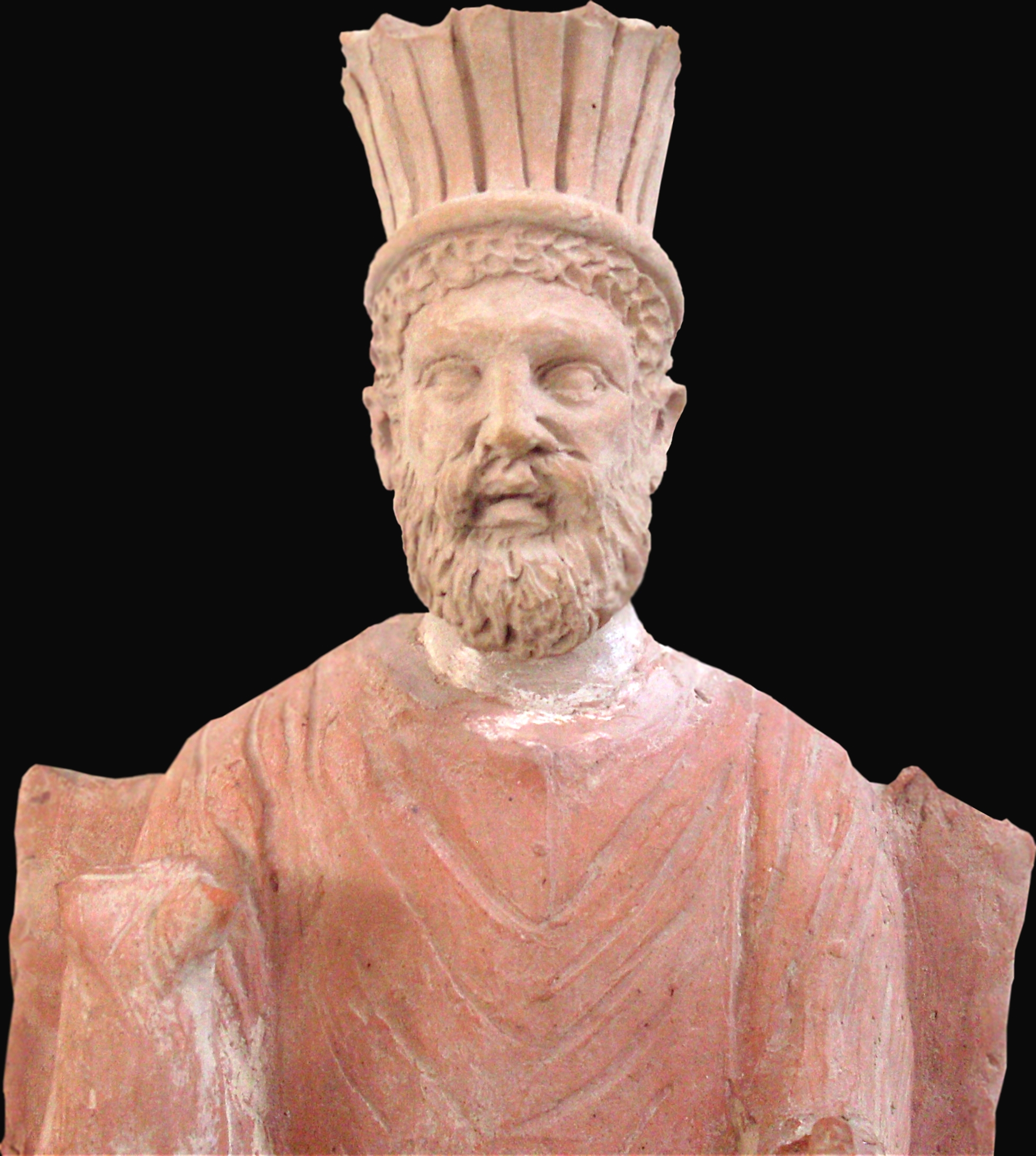
Détail de Ba'al Hammon assis sur un trône, l'une des pièces emblématiques du musée national du Bardo.

Le site est remarquable car il permet d'étudier les continuités religieuses puniques et aussi d'aborder la question débattue des temples africains de tradition sémitique. Le sanctuaire de Thinissut est, selon Slim, « un lieu saint se situant entre le tophet [...] et le temple africain proprement dit ».
Le premier sujet fait l'objet de toutes les attentions de la part des chercheurs depuis le début du XXe siècle. Le site témoigne de l'absence de rupture dans les activités cultuelles entre l'époque punique et l'époque romaine. La divinité masculine assise sur un trône continue d'être l'objet d'un culte sous l'Empire romain, et le cœur du sanctuaire punique possède le même rôle à l'époque romaine. L'« activité cultuelle et rituelle [est] importante durant toute la période romaine et sans réelle rupture avec la sphère punique ». Outre la continuité de l'usage du sanctuaire, il y a également un « souci de protéger les statues de culte probablement anciennes ».
Il y a cependant des changements avec des constructions supplémentaires, un panthéon qui s'accroît et un déplacement interne des statues cultuelles. La grande dispersion des statues démontre une volonté de mise en scène, une véritable « scénographie » avec un sens de circulation est-ouest, une statue de gardienne de sanctuaire à chaque seuil des espaces consacrés à une divinité différente, une « progression vers le saint des saints ».

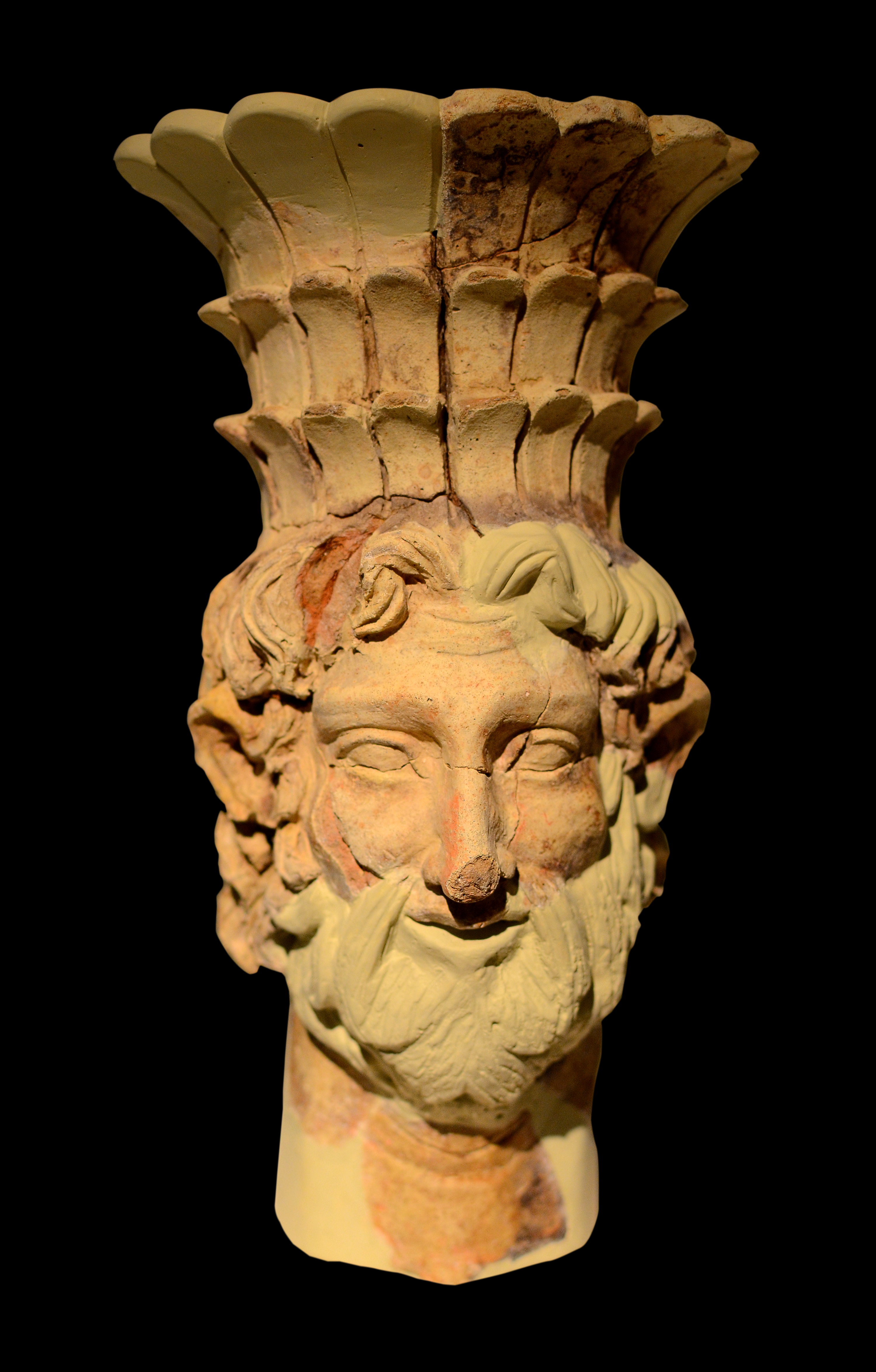
Tête découverte par le docteur Louis Carton dans un lieu de culte dénommé « chapelle Carton » et conservée au musée national de Carthage.

La technique des statues de terre cuite témoigne du talent des coroplathes. Cette technique, exceptionnelle, a été considérée comme mise en œuvre pour des raisons économiques, la richesse des gisements d'argile de la région et les vertus du matériau ont cependant été aussi mises en avant.
Les statues de terre cuite attestent la vitalité religieuse et de l'ouverture aux influences extérieures et sont un témoignage du début de la romanisation. L'association des différentes divinités témoigne selon Lancel et Lipinski de « la persistance [...] des traditions religieuses pré-romaines en milieu rural »,. Les formes « composite(s) » révèlent des influences locales, mais aussi d'Égypte, d'Orient et de Grèce.
La représentation de la déesse léontocéphale est le résultat d'« un syncrétisme complexe ». Même si Bullo date l'œuvre du IIIe siècle av. J.-C., Dridi et Sebaï proposent la seconde moitié du Ier siècle av. J.-C. par leur étude de l'aménagement du sanctuaire. Les statues féminines retrouvées sur le site s'apparentent à des modèles répandus en Méditerranée occidentale à partir du IVe siècle av. J.-C..
La représentation de Ba'al Hammon est conforme à l'importance du panthéon de l'Afrique romaine, avec en particulier la prééminence de Saturne et de Tanit-Cælestis. Saturne est identifié par des inscriptions et Cælestis ou Cérès est également présente, les divinités féminines, même non identifiées par l'épigraphie, étant très importantes.
Dridi et Sebaï considèrent que la découverte de statues anciennes témoigne d'un « acte de piété destiné à sauvegarder les divinités ancestrales de Tanesmat ». Les habitants de Thinissut adaptent leurs divinités tutélaires à l'interpretatio romana et aménagent le sanctuaire, tout en respectant le sanctuaire d'époque punique, pour pouvoir intégrer une sphère plus large, perceptible par l'adoption de statues cultuelles de type hellénistique.
Merlin évoque dès 1910 la « valeur considérable pour l'histoire religieuse de l'ancienne Afrique ». Le même intégrait le sanctuaire de Thinissut aux sanctuaires de tradition orientale, Alexandre Lézine y voit quant à lui un type de sanctuaire syro-oriental importé avant la chute de Carthage à l'issue de la troisième guerre punique. Pour leur part, Dridi et Sebaï considèrent comme vaine la recherche d'un pareil modèle basée selon eux sur un « postulat idéologique ».

#### Ouvrages généraux
- Collectif, « Carthage, capitale de l'Africa », Connaissance des arts, no 69,‎ 1995, p. 28-47 (ISSN 0293-9274). .
- Azedine Beschaouch, La légende de Carthage, Paris, Éditions Gallimard, coll. « Découvertes Gallimard / Archéologie » (no 172), 2001, 176 p. (ISBN 2-07-053212-7). .
- Edward Lipinski (dir.), Dictionnaire de la civilisation phénicienne et punique, Paris, Brépols, 1992, 502 p. (ISBN 2-503-50033-1). .
- Hédi Slim et Nicolas Fauqué, La Tunisie antique : de Hannibal à saint Augustin, Paris, Mengès, 2001, 259 p. (ISBN 2-85620-421-X). .
- Hédi Slim, Ammar Mahjoubi, Khaled Belkhodja et Abdelmajid Ennabli, Histoire générale de la Tunisie, vol. I : L'Antiquité, Paris, Maisonneuve et Larose, 2003, 460 p. (ISBN 2-7068-1695-3).
- Collectif, Carthage : l'histoire, sa trace et son écho, Paris, Association française d'action artistique, 1995, 23 p. (ISBN 9973-22-026-9).

#### Ouvrages sur la Carthage punique
- Maria Giulia Amadasi Guzzo, Carthage, Paris, Presses universitaires de France, 2007, 127 p. (ISBN 978-2-13-053962-9).
- Hédi Dridi, Carthage et le monde punique, Paris, Les Belles Lettres, 2006, 287 p. (ISBN 2-251-41033-3). .
- M'hamed Hassine Fantar, Carthage : approche d'une civilisation, Tunis, Alif, 1998, 762 p. (ISBN 9973-22-019-6). .
- M'hamed Hassine Fantar, Carthage : la cité punique, Tunis, Cérès, 2007, 127 p. (ISBN 978-9973-22-019-6 et 9973-22-019-6).
- M'hamed Hassine Fantar, « Architecture punique en Tunisie », Dossiers d'archéologie, no 200 « La Tunisie, carrefour du monde antique »,‎ 1995, p. 6-17 (ISSN 1141-7137). .
- Serge Lancel, Carthage, Paris, Fayard, 1992, 525 p. (ISBN 2-213-02838-9). .
- Maurice Sznycer, « Carthage et la civilisation punique », dans Claude Nicolet, Rome et la conquête du monde méditerranéen, vol. 2 : Genèse d'un empire, Paris, Presses universitaires de France, 2001, p. 545-593.
- Salah-Eddine Tlatli, La Carthage punique : étude urbaine, la ville, ses fonctions, son rayonnement, Paris, Adrien-Maisonneuve, 1978, 302 p.

#### Articles sur le sujet
- Alfred Merlin, « Inscription trouvée à Bir-Bou-Rekba », CRAI, vol. 55, no 10,‎ 1911, p. 836-839 (lire en ligne, consulté le 18 décembre 2020). .
- Alfred Merlin, « Nouveaux aménagements au musée du Bardo, à Tunis », Journal des savants, vol. 7, no 5,‎ 1909, p. 230-231 (ISSN 0021-8103, lire en ligne, consulté le 18 décembre 2020). .
- Hédi Dridi et Meriem Sebaï, « De Tanesmat à Thinissut : nouvelles observations sur l'aménagement d'un lieu de culte africain », dans Lieux de cultes : aires votives, temples, églises, mosquées : IXe colloque international sur l'histoire et l'archéologie de l'Afrique du Nord antique et médiévale, Tripoli, 19-25 février 2005, Paris, Centre national de la recherche scientifique, coll. « Études d'antiquités africaines », 2008, p. 101-117. .
- Alfred Merlin, Le sanctuaire de Baal et de Tanit près de Siagu, Paris, Direction des antiquités et des arts, 1910, 58 p. (lire en ligne).